# Moritz Adolf Stein
Moritz Adolf Stein (* 11. Juli 1797 in Rothenburg/Oberlausitz; † 11. Mai 1871 in Berlin) war ein deutscher Zeichner und Maler.
Moritz Adolf Stein studierte 1827 an der Akademie der Künste in Berlin. Danach war er als Bildniszeichner und Porträtmaler tätig. Von 1826 bis 1866 beschickte er regelmäßig die Akademieausstellungen, meist mit Porträts, die in schwarzer Kreide, Wasserfarben und Bleistift ausgeführt wurden.